# Westfield Valley Fair
Westfield Valley Fair, anteriormente conocido como Valley Fair y Westfield Shoppingtown Valley Fair es un lujoso centro comercial operado por The Westfield Group, localizado en la esquina de Winchester y Stevens Creek Boulevards, entre de Santa Clara y San Jose, California, Estados Unidos.
Valley Fair es el centro comercial más grande del Norte de California, y tiene el volumen más caro en el estado con $809 por pie cuadrado. El centro comercial consiste en 244 tiendas, 70 restaurantes en el food court, dos restaurantes y dos tiendas departamentales, Macy's y Nordstrom.

## Expansión del 2009
Valley Fair  empezará a expandirse en 2009. La expansión incluirá a e 2 dos nuevas tiendas departamentales, una (Bloomingdale's y Neiman Marcus) y aproximadamente 50 tiendas más. En su totalidad, habrá 650,000 pies cuadrado (60,000 m²) de espacio comercial, y para aproximadamente 2,100,000 pies cuadrados (195,000 m²) en 2,300 espacios adicionales para estacionamiento, una conexión a Santana Row, y un Safeway y Longs Drugs (en la cual no formaran parte del centro comercial).

## Tiendas anclas
- Macy's (316,478 pies cuadrado)
- Macy's Mens & Home (198,300 pies cuadrado)
- Nordstrom (168,750 pies cuadrado)
- Bloomingdales (en 2011)
- Neiman Marcus (en 2011)